# Deborah Compagnoni
Deborah Compagnoni, née le 4 juin 1970 à Bormio, est une skieuse alpine italienne, triple championne olympique et triple championne du monde. Elle est la première championne de son sport à avoir remporté trois médailles d'or dans trois Jeux Olympiques différents (Super-G à Albertville 1992, Géant à Lillehammer 1994 et à Nagano 1998).
Elle est l'épouse d'Alessandro Benetton avec qui elle a trois enfants.

## Hommage
Le 7 mai 2015, en présence du président du Comité national olympique italien (CONI), Giovanni Malagò, a été inauguré  le Walk of Fame du sport italien dans le parc olympique du Foro Italico de Rome, le long de Viale delle Olimpiadi. 100 tuiles rapportent chronologiquement les noms des athlètes les plus représentatifs de l'histoire du sport italien. Sur chaque tuile figure le nom du sportif, le sport dans lequel il s'est distingué et le symbole du CONI. L'une de ces tuiles lui est dédiée .

## Jeux olympiques d'hiver
| Épreuve / Édition | Albertville 1992 | Lillehammer 1994 | Nagano 1998 |
| Super G           | Or               | 17e              | -           |
| Slalom géant      | -                | Or               | Or          |
| Slalom            | -                | 10e              | Argent      |

## Championnats du monde
| Épreuve / Édition | Morioka 1993 | Sierra Nevada 1996 | Sestrières 1997 | Vail 1999 |
| Super G           | 5e           | -                  | -               | -         |
| Slalom géant      | -            | Or                 | Or              | 7e        |
| Slalom            | -            | Ab.                | Or              | 8e        |

## Coupe du monde
- Meilleur résultat au classement général : 4e en 1997 et 1998
  - Vainqueur de la coupe du monde de géant en 1997
  - 16 victoires : 2 super-G, 13 géants et 1 slalom
  - 44 podiums

### Saison par saison
- Coupe du monde 1988 :
  - Classement général : 40e
- Coupe du monde 1990 :
  - Classement général : 52e
- Coupe du monde 1991 :
  - Classement général : 57e
- Coupe du monde 1992 :
  - Classement général : 11e
    - 1 victoire en super-G : Morzine
- Coupe du monde 1993 :
  - Classement général : 11e
    - 1 victoire en super-G : Morzine
- Coupe du monde 1994 :
  - Classement général : 6e
    - 3 victoires en géant : Tignes, Veysonnaz et Morzine
- Coupe du monde 1995 :
  - Classement général : 12e
    - 1 victoire en géant : Haus im Ennstal
- Coupe du monde 1996 :
  - Classement général : 22e
    - 1 victoire en géant : Narvik
- Coupe du monde 1997 :
  - Classement général : 4e
    - Vainqueur de la coupe du monde de géant
    - 4 victoires en géant : Zwiesel I, Zwiesel II, Cortina d’Ampezzo et Vail
    - 1 victoire en slalom : Semmering II
- Coupe du monde 1998 :
  - Classement général : 4e
    - 4 victoires en géant : Tignes, Park City, Val-d'Isère et Bormio I
- Coupe du monde 1999 :
  - Classement général : 22e

## Championnats du monde juniors
Deborah Compagnoni a participé à trois éditions des Championnats du monde juniors de ski alpin de Bad Kleinkirchheim en 1986 à Alyeska Resort en 1989. Elle est titrée en slalom géant à Sälen en 1987.
| Épreuve / Édition | Bad Kleinkirchheim 1986 | / Sälen et Hemsedal 1987 | Alyeska Resort 1989 |
| Descente          | Bronze                  | Bronze                   | -                   |
| Super G           | —                       | —                        | 17e                 |
| Slalom géant      | —                       | Or                       | —                   |
| Slalom            | 18e                     | —                        | —                   |